# Полска голяма бяла
Полска голяма бяла е полска порода свине с предназначение производство на месо и като майчина порода в схеми на кръстосване.

## Разпространение
Породата е създадена през XX век в Полша в резултат на кръстосване на свине от породите Немска благородна свиня (Еделшвайн) и Голяма бяла от английски и шведски произход. В България е внесена през 1958 г.
Към 2008 г. броят на представителите на породата в България е бил 250 индивида.
Рисков статус (за България) – няма риск.

## Описание и характеристика на породата
Животните са с леко огънат профил на главата. Ушите са прави, насочени напред и встрани. Имат широк, прав и дълъг гръб. Бутовете са добре оформени. Четината е с бял цвят.
Живородените прасета в прасило са 10,5 броя. Маса от 90 kg достигат на 193 дневна възраст. Средната дебелина на сланината при 100 kg маса е 2,46 cm, а средната площ на мускулното око е 34 cm².